# Маккардл-Джонсон, Элиза
Элиза Маккардл-Джонсон (англ. Eliza McCardle Johnson; 4 октября 1810, Телфорд, штат Теннесси, США — 15 января 1876, Гринвилл, Теннесси) — жена Президента США Эндрю Джонсона и Первая леди США с 15 апреля 1865 по 4 марта 1869 год.

## Ранняя жизнь и брак
Элиза родилась в Телфорде, штат Теннесси, единственный ребёнок в семье сапожника Джона Маккардла и Сары Филипс—Маккардл. В раннем детстве пережила смерть отца, после чего воспитывалась матерью в Гринвилле. Однажды в сентябре 1826 года Элиза общалась с одноклассниками, когда увидела, что Эндрю Джонсон с семьей приехали в Гринвилл, они понравились друг другу с первого взгляда. 17 мая 1827 года 16-летняя Элиза и 18-летний Эндрю поженились.
Так как Элиза имела лучшее образование, она помогала Эндрю с изучением арифметики и правописания, пока он трудился в своей портняжной мастерской, а также читала ему вслух.

## Дети
У них было три сына и две дочери:
- Марта Джонсон Паттерсон (1828—1901). Выступала в роли хозяйки Белого дома вместо своей матери. Вышла замуж за Дэвида Паттерсона, сенатора от штата Теннесси.
- Чарльз Джонсон (1830—1863) — врач и фармацевт. Участвовал в гражданской войне на стороне Союза, погиб в бою.
- Мэри Джонсон Стовер Браун (1832—1883). Вышла замуж за Дэна Стовера, который служил полковником на стороне Союза во время Гражданской войны. Стоверы жили на ферме в Картере. После смерти мужа в 1864 году вышла замуж за В. Р. Брауна.
- Роберт Джонсон (1834—1869) — юрист. Работал в законодательных органах Теннесси, во время гражданской войны — кавалерийский полковник. Личный секретарь отца в течение его правления. Умер в 35 лет, страдая от алкоголизма.
- Эндрю Джонсон-младший (1852—1879) — журналист. Основанный им еженедельник Greeneville Intelligencer просуществовал в течение двух лет. Умер вскоре после этого в возрасте 27-и лет.

## Первая леди
Когда её муж стал президентом, присоединилась к нему в Белом доме, но она не могла служить в качестве первой леди из-за плохого самочувствия, в результате чего функции Первой леди выполняла её дочь — Марта Джонсон Паттерсон. Элиза Джонсон публично появилась в качестве Первой леди только в двух случаях — на приёме королевы Эммы, Королевства Гавайи, в 1866 году и на дне рождения президента в 1867 году.

## Смерть
Умерла 15 января 1876 года в возрасте 65 лет, пережив мужа всего на шесть месяцев. Похоронена рядом с ним в Гринвилле, штат Теннесси.